# Rolando Chilavert
Marciano Rolando Chilavert González (nacido el 22 de mayo de 1961 en Luque) es un exfutbolista centrocampista y entrenador paraguayo. Es hermano mayor del también exfutbolista paraguayo José Luis Chilavert.

## Historia
A lo largo de su carrera jugó para varios clubes paraguayos como el Sportivo Luqueño (vicecampeón en 1983, club con el que debutó), pasa a Guaraní (donde formó parte del equipo de 1984 que ganó el campeonato paraguayo), Olimpia (Campeón en el año 1988 y campeón Nacional) y Cerro Porteño (vicecampeón en 1991), y para Argentina Club Chaco For ever.
Rolando Chilavert formó parte del equipo de fútbol de la Selección Paraguaya que compitió en el 1986 la Copa Mundial de la FIFA. Jugó como centrocampista ofensivo y era conocido por su creatividad, precisión en los pases y goles de tiros libres.
Después de retirarse como jugador, Chilavert comenzó una carrera como entrenador que incluye equipos como el Guaraní, Sol de América, Libertad, San Lorenzo, Sportivo Luqueño (del Paraguay), The Strongest (de Bolivia), Ayacucho FC y León de Huánuco (de Perú), logrando la clasificación a la Copa Sudamericana con ambos equipos, y también la selección paraguaya Sub-20 participando en el mundial realizado en Emiratos Árabes en el año 2003.

## Selección nacional

### Como futbolista
Ha sido internacional con la Selección de fútbol del Paraguay entre 1984 y 1987 participando en el Mundial de México 1986.

#### Participaciones en Copas del Mundo
| Torneo                         | Sede   | Resultado        |
| ------------------------------ | ------ | ---------------- |
| Copa Mundial de Fútbol de 1986 | México | Octavos de final |

## Clubes

### Como Futbolista
| Club                  | País      | Año         |
| --------------------- | --------- | ----------- |
| Sportivo Luqueño      | Paraguay  | 1974 – 1983 |
| Club Guaraní          | Paraguay  | 1984 – 1985 |
| Club Olimpia          | Paraguay  | 1986 – 1988 |
| Club Guaraní          | Paraguay  | 1989        |
| Club Chaco For Ever   | Argentina | 1990 – 1991 |
| Club Cerro Porteño    | Paraguay  | 1991        |
| Club Presidente Hayes | Paraguay  | 1992        |
| Club Guaraní          | Paraguay  | 1993 – 1994 |

### Como entrenador
| Club                        | País      | Año         |
| --------------------------- | --------- | ----------- |
| Club Humaita                | Paraguay  | 1996        |
| Club San Lorenzo            | Paraguay  | 1997        |
| Club Libertad               | Paraguay  | 1998        |
| Club Guaraní                | Paraguay  | 1999        |
| 12 de Octubre Football Club | Paraguay  | 2000        |
| Selección Paraguaya sub-20  | Paraguay  | 2002 – 2003 |
| Club Sol de América         | Paraguay  | 2004        |
| Sportivo Patria             | Argentina | 2006 – 2007 |
| The Strongest               | Bolivia   | 2007        |
| Sportivo Luqueño            | Paraguay  | 2010 – 2011 |
| 12 de Octubre Football Club | Paraguay  | 2012        |
| Ayacucho F. C.              | Perú      | 2013 - 2014 |
| León de Huánuco             | Perú      | 2014 - 2015 |
| Sportivo Luqueño            | Paraguay  | 2016        |
| Sport Huancayo              | Perú      | 2017        |

## Palmarés

### Como Futbolista
| Equipo       | País     | Año  |
| ------------ | -------- | ---- |
| Club Guaraní | Paraguay | 1984 |
| Club Olimpia | Paraguay | 1987 |
| Club Olimpia | Paraguay | 1988 |